# Anna Webber
Pour les articles homonymes, voir Webber.
Anna Webber  née le 28 août 1986 à Woodland Hills, un quartier de Los Angeles en Californie est une photographe américaine connue pour ses portraits de musicien. Elle est également ambassadrice officielle de l'Association Américaine de la Sclérose en plaques (MSSA). Son travail est apparu dans différentes publications comme Rolling Stone, Spin, People, et Billboard.

## Carrière
En 2005, Anna Webber étudie à Florence, en Italie, auprès de Jill Furmanovsky une photographe britannique, connue pour ses portraits de Pink Floyd, Bob Dylan, Blondie, Led Zeppelin, The Clash et bien d'autres exposés à la National Portrait Gallery de Londres, en Angleterre. En 2008, elle obtient son diplôme de l'université Pepperdine avec une double spécialisation en communication et en commerce. 
Ses différents portraits sont parus dans Rolling Stone, Spin, People et Billboard. Parmi ses modèles les plus célèbres figurent Willie Nelson, Beck, Philip Glass et Cheech & Chong . Elle a également créé des publicités et des pochettes d'album pour Sony, EMI et de nombreux autres labels. Depuis 2008, elle est sollicitée à New York et à Los Angeles par l'agence de photo mondiale Getty Images,. 
Anna Webber a photographié plusieurs pochettes d'albums pour Mack Avenue Records,,. 

## Ambassadrice de l'Association Américaine de la Sclérose en plaques
En juillet 2009, après des mois de tests intensifs, Anna Webber déclare être atteinte de sclérose en plaques. Durant l'automne 2011, l'Association américaine de la sclérose en plaques (MSAA) a félicité sa capacité à surmonter les complications de sa maladie tout en restant pleinement active. Elle a ensuite été nommée ambassadrice nationale de la MSAA. Ainsi, elle est directement impliquée dans de nombreuses campagnes visant à inspirer et à aider les personnes atteintes de sclérose en plaques en les incitant à dépasser leurs limites. 
Anna Webber travaille également avec Elizabeth Canvas, une organisation à but non lucratif, qui fournit aux patients atteints de cancer des fournitures d'art, des cours et des groupes de soutien dont ils ont besoin pour mieux faire face à leurs symptômes, améliorer leur bien-être et mener une vie autonome,. 